# Charlotta Wilhelmina Isabella zu Lynar
Charlotta Wilhelmina Isabella zu Lynar, gift von Wartensleben (20. juli 1743 i Itzehoe – 16. august 1811 i Kleinwelka) var datter af grev Rochus Friedrich zu Lynar og Sophie Maria Helena af Reuss-Köstritz.
Hun blev gift i Greiz 23. januar 1765 med grev Friedrich Leopold von Wartensleben (død 17. november 1770). Hun fødte sønnen, grev Karl Friedrich Gideon von Wartensleben.
Hun var Dame de l'union parfaite.